# قطة بين الحمام
قطة بين الحمام (بالإنجليزية:  Cat Among the Pigeons)‏ رواية تحقيق من تأليف أغاثا كريستي، نشرت لأول مرة في المملكة المتحدة عام 1959، وفي الولايات المتحدة عام 1960. ظهر في الرواية المحقق البلجيكي هيركيول بوارو متأخرا (في الثلث الأخير من الرواية).

## نبذة عن الرواية
تبدأ أحداث القصة في رامات، إمارة افتراضية ثرية في الشرق الأوسط، حيث تقوم ثورة ضد الأمير علي يوسف، فيقرر هذا الأخير إعطاء ثروته من المجوهرات إلى طياره روب روالسون، ويطلب منه تهريبها إلى خارج البلاد.أخت الطيار، السيدة جوان ستوكليف تقضي رفقة ابنتها جينيفر أيام العطلة في الرامات، فيضع أخوها بوب المجوهرات خفية ودون علمها بين أغراضها، إلا أن امرأة مجهولة رأته وهو يقوم بدس المجوهرات في ذلك المكان.
بعد فترة يموت كل من بوب والأمير علي يوسف في حادث تحطم طائرة، إلا أن المخابرات البريطانية لا تجد المجوهرات في أي مكان، فتتجه أنظارهم إلى مدرسة ميدويبنك، أرقى مدارس البنات في انجلترا، حيث توجد جينيفر ابنة اخت الطيار، وقريبة الأمير علي يوسف، الأميرة شايستا.
ينطلق الفصل الدراسي في ميدويبنك، الآنسة بولسترود هي مديرة المدرسة وتساعدها في الإدارة الآنسة شادويك، الآنسة فانسيتارت قامت بالتدريس في ميدويبنك لعدة سنوات، والآنسة ريك لمدة 18 شهراً والآنسة جونسون هي مدبرة شؤون الفتيات، إضافة إلى طاقم المدرسة القديم، توجد بعض الوجوه الجديدة، آنجال بلونش مدرسة الفرنسية، غرايس سبيرنغر مدرسة الرياضة، آن شابلند سكرتيرة الآنسة بولسترود وآدم غودمان البستاني.
الآنسة بولسترود تقرر التقاعد قريباً، وتفكر فيمن سيخلفها في إدارة المدرسة، يسود اعتقاد بأن الآنسة فانسيتارت هي من ستأخذ مكانها، لكن بولسترود في الحقيقة تفكر في ريك، لأنها أصغر سناً وتملك العديد من الأفكار الجديدة المُبتكرة، الآنسة شادويك هي الأخرى تظن أنها هي الأوفر حظاً للظفر بمنصب المديرة.
في غضون ذلك، يتم العثور على الآنسة سبرنغر مدرسة الرياضة مقتولة في القاعة المُخصصة للرياضة.
يشرع المفتش كيلسي في تحقيقاته، مُكتشفاً أن آدم غودمان البستاني هو في الحقيقية عميل للمخابرات البريطانية.
تبدأ جينيفر بالإحساس بشيء غريب في مقبض التنس الخاص بها، فتقوم بإستبداله مع صديقتها جوليا أوبجون بعد أن تكتب لأمها وتطلب منها أن تبعث لها مقبضاً جديداً. بعد فترة تأتي امرأة غريبة وتعطي لجينيفير مقبضاً جديداً، قائلة أنه هدية من عمتها جينا وتطلب أخذ مقبضها القديم (الذي هو في الحقيقة مقبض جوليا وليس جينيفر). تكتشف جينيفر لاحقاً أن عمتها لم تقم بإرسال أي مقبض جديد، ما يثير شكوكها حول تلك المرأة الغريبة.
في عطلة نهاية الأسبوع، يتم اختطاف شايستا من قبل سائق ادعى أنه مبعوث من طرف خالها لأخذها للمنزل، وفي تلك اليلة تقع جريمة ثانية في قاعة الرياضة، حيث يتم العثور على الآنسة فانسيتارت ميتة. بعد هذا الحادث، يأتي العديد من الآباء لأخذ بناتهن من المدرسة التي أصبحت مكاناً خطيراً بنظرهم بعد وقوع جريمتي قتل. تزداد شكوك جوليا حول مقبض التنس، وبعض تفحصه تكتشف أنه يوجد كيس مخفى داخل المقبض. في اليوم الموالي تتسلل جوليا خارج المدرسة وتذهب إلى هيركيول بوارو طالبة منه المساعدة. خلال هذه الأثناء تقع جريمة ثالثة، الآنسة بلونش مدرسة الفرنسية التي عَرَفت هوية القاتل وحاولت ابتزازه، يتم العثور عليها مقتولة في نفس قاعة الرياضة.
يكتشف بوارو أن الأميرة شايستا التي ارتادت المدرسة مُزيفة، وأن الأميرة الحقيقية تم اختطافها في وقت سابق في سويسرا. المرأة التي ادعت أنها شايستا تنتمي لعصابة تحاول سرقة المجوهرات ولم يتم اختطافها بل هي التي خططت لهروبها بِتلكَ الطريقة. يتم استدعاء والدة جوليا التي كانت في رحلة للأناضول، وتتعرف على المرأة التي كانت في الفندق الذي أقامت به في رامات وكان من شأنها رؤية اخيها بوب وهو يخفي المجوهرات، ألا وهي آن شابلند، سكرتيرة المُديرة.
يتضح أن شابلند قامت بقتل سبيرنغر لأنها رأتها تحاول البحث في قاعة الرياضة عن المجوهرات، وكذلك قامت بقتل الآنسة بلونش لأنها رأتها وهي تقوم بِجريمتها، لكنها لم تقم بقتل فانسيتارت، بل شادويك هيَ من فعلت، بعد أن ظنت أنها ستنافسها في الحصول على مَنصِب المُديرة عقب تقاعد بولسترود، وقد اغتنمت شادويك فرصة سلسلة القتل التي اجتاحت المدرسة لتوهم الجميع أن الجريمة التي قامت بها مرتبطة بباقي الجرائم.
في النهاية تقرر بولسترود أن تقوم ريك بخلافتها في منصب المديرة وتعملان معاً لإعادة الاعتبار إلى المدرسة، فيما تعود المجوهرات إلى زوجة الأمير علي يوسف في السر التي تقيم في إنجلترا.

## الشخصيات
- هونوريا بولسترود: مديرة مدرسة ميدوينك للإناث.
- آن شابلند: سكرتيرة الآنسة بولسترود.
- إلزابث جونسون: مدبرة شؤون الفتيات.
- الآنسة شادويك: مدرسة منذ زمن طويل في المدرسة وتعين المديرة في إدارة المدرسة.
- إيلنور فانيسترات: مدرسة منذ زمن طويل في المدرسة.
- إيلين ريك: مدرسة.
- غرايس سبيرنغز: مدرسة الرياضة.
- آنجيل بلونش: مدرسة الفرنسية.
- الآنسة بلايك: مدرسة.
- الآنسة روان: مدرسة.
- الأميرة شايستا: قريبة الأمير علي يوسف.
- جوليا أوبجون: تلميذة في مدرسة ميدوبنك وصديقة جينيفر.
- السيدة أوبجون: والدة جوليا وعضوة سابقة في المخابرات البريطانية.
- الأمير علي يوسف: أمير إمارة الرامات.
- روب رويلسون: الطيار الخاص للأمير علي يوسف وأعز اصدقائه.
- جينيفر سوتكليف: ابنة أخت بوب، تلميذة في مدرسة ميدوبنك.
- جوان سوتكليف: أخت بوب ووالدة جينيفر.
- هنري سوتكليف: والد جينيفر.
- آدم غودمان: عميل لدى المخابرات البريطانية، يتظاهر بالعمل كبستاني في مدرسة ميدوبنك.

## الاقتباس
تم تحويل الرواية إلى إحدى حلقات مسلسل "أغاثا كريستي بوارو" عام 2008 من بطولة ديفيد سيجت بدور هيركيول بوارو.

## العناوين العالمية
تَمَ الحِفاظ على العنوان الأصلي في أغلب الترجمات، ما عدا بعضها مِثل: «بوارو وجواهر الأمير» في الترجمة البرتغالية، «قطة في برج الحمام» في الترجمة الألمانية، و«ألغاز في المدرسة» في الترجمة الصينية.
تُرجِمت الرواية إلى العربية بعناوين مختلفة كذلك من بينها: «ذات الوجهين»، «قطة بين الحمام»، «قطة وسط الحمام».

## الترجمة العربية
- قطة بين الحمام، مكتبة جرير.
- ذات الوجهين، دار ميوزيك للنشر.[2]
- قطة وسط الحمام، الحرية للنشر والتوزيع.[3]

## روابط خارجية
- معلومات حول الرواية في الموقع الرسمي لأغاثا كريستي (باللغة الإنجليزية).
- معلومات حول حلقة مسلسل «أغاثا كريستي بوارو» المقتبسة من الرواية (باللغة الإنجليزية).